# Piribebuy
Piribebuy (Guaraní Pirĩvevui) ist eine kleine Stadt mit für 2018 geschätzten 28.773  Einwohnern ( Schätzung Stand 2015) und ein Bezirk (distrito) im Departamento Cordillera in Paraguay (Südamerika).

## Geschichte
Piribebuy wurde im Jahre 1636 durch Martin Ledesma de Valderrama gegründet. Da während des Tripel-Allianz-Krieges Paraguays gegen Argentinien, Brasilien und Uruguay die Gründungsdokumente verbrannten, wurde später der 8. März 1636 als Gründungstag festgelegt. Nachdem im Zuge dieses Krieges die Hauptstadt Asunción Anfang 1869 von den Streitkräften der Tripelallianzstaaten besetzt worden war und sich die paraguayische Armee immer weiter zurückziehen musste, wurde Piribebuy die neue Hauptstadt jenes Teils von Paraguay, der noch unter Kontrolle von Präsident Francisco Solano López (1827–1870) stand. Am 12. August 1869 wurde Piribebuy, das damals nicht viel mehr als ein größeres Dorf war, von rund 20.000 alliierten Soldaten nach einem fünfstündigen Kampf eingenommen. Dabei waren aufseiten der Angreifer etwas mehr als 50 Soldaten getötet worden, aufseiten der Verteidiger, die allenfalls etwas mehr als 1.600 Mann gezählt und sich fanatisch bis zur Selbstaufopferung gewehrt hatten, rund 15 Mal so viele. Nach dem Tripel-Allianz-Krieg wurde die Hauptstadt wieder nach Asunción verlegt.

## Stadtgliederung
Piribebuy ist in folgende Stadtteile unterteilt:
- Centro
- Santa Ana
- San Blas
- Maria Auxilliadora und
- Virgen de Rosario

## Sehenswürdigkeiten
Bekannt ist Piribebuy für seine Kirche Dulce Nombre de Jesus.

## Distrito Piribebuy
Zum Distrito Piribebuy gehören außer der Stadt Piribebuy selbst noch folgende Teilgemeinden:
4. de Julio, Cañada, Capilla Cué, Chololó, Colonia Piraretá, Cordillera, Guasu Rocái, Ita Guyrá, Itá Moroti, Itá Moroti Guasu, Itá Moroti'i, Itapé, Ita Ybú, Mcal. Estigarribia, Mcal. Lopéz, Naranjo, Naranjito, Ojopoi, Pasito, Paso Jhú, Presidente Franco, Tape guasu, Yacarey, Yataity, Yhaca, Yhagui Guasu, Yhaguymi, Ykuá Porá und Yruguá.
Etwa knapp zwei Drittel der Einwohner wohnen in der Stadt Piribebuy, der Rest in den Teilgemeinden des Bezirks.

## Söhne und Töchter der Stadt
- Felipe Santiago Benítez Ávalos (1926–2009), römisch-katholischer Erzbischof von Asunción
- Miguel Ángel Cabello Almada (* 1965), römisch-katholischer Bischof von Villarrica del Espíritu Santo